# Cambronne-lès-Clermont
Cambronne-lès-Clermont is een gemeente in het Franse departement Oise (regio Hauts-de-France). De plaats maakt deel uit van het arrondissement Clermont. Cambronne-lès-Clermont telde op 1 januari 2022 1.179 inwoners.

## Geografie
De oppervlakte van Cambronne-lès-Clermont bedroeg op 1 januari 2022 9,34 vierkante kilometer; de bevolkingsdichtheid was toen 126,2 inwoners per km².

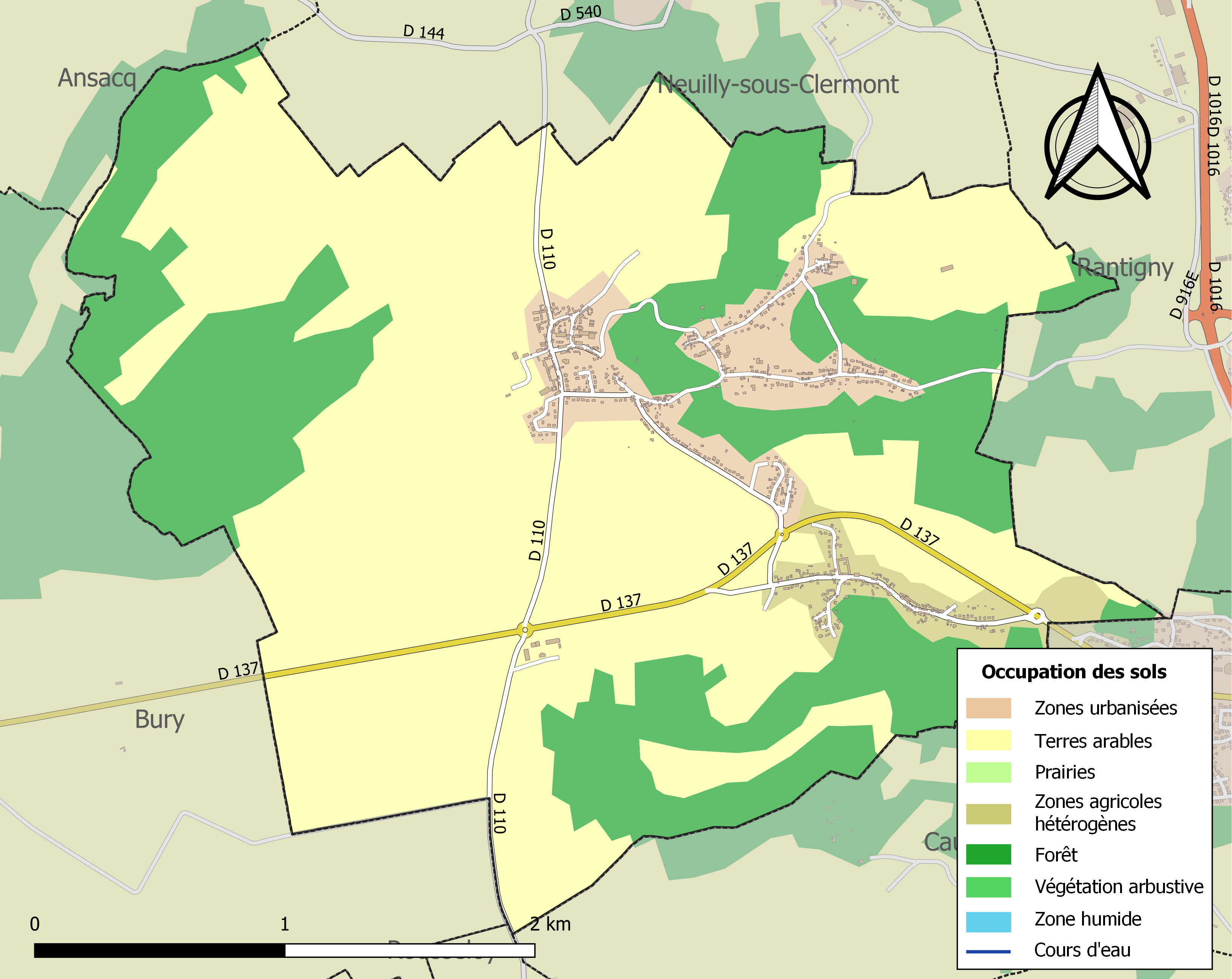
Kaart van de gemeente met belangrijkste infrastructuur, bodemgebruik en omliggende gemeenten

## Demografie
Onderstaande figuur toont het verloop van het inwonertal (bron: INSEE-tellingen).